# Лофтс, Нора
Нора Лофтс (урожденная Нора Робинсон) (англ. Norah Lofts; 27 августа 1904, Шипдхем, графство Норфолк, Англия — 10 сентября 1983, Бери-Сент-Эдмундс) — британская писательница.

## Биография
Окончила колледж в Норвиче и работала учительницей.

## Творчество
Нора Лофтс — одна из самых популярных британских писателей XX-го века. Автор, специализирующийся на исторической беллетристике, кроме того, она также писала детективы, научно-популярные повести и рассказы. Многие из её романов, в том числе трилогия «Суффолк» (Suffolk Trilogy), повествуют о жизни членов одной семьи, рассказывают историю конкретного дома и его обитателей.
За 50 лет своей творческой деятельности опубликовала более пятидесяти исторических романов, в основном, об эпохе XVI—XVII веков. Большинство её исторических произведений можно разделить на две основные категории: биографические романы о королевах, в том числе, Анне Болейн, Изабелле I Кастильской, Екатерине Арагонской, Элеоноре (Алиеноре) Аквитанской и др. и романы про исторические события в Восточной Англии, действие которых происходит вокруг вымышленного города Бейлдона.
О своих книгах она говорила так: 

«Я пишу об обычных людях со всеми их достоинствами и недостатками, с их страстями и желаниями; о всех тех, кому сопутствовала удача в прошлой жизни.»

## Избранная библиография
Наиболее известны её книги:
- «Джельтельмен что надо» (1936) — об английском пирате-путешественнике Уолтере Ралее,
- «Конкубина» (1963) — об Анне Болейн,
- «Ожидание королевы» / «Королева Элеонора» / «Королева в услужении» (англ. Queen in Waiting (Eleanor the Queen), 1955) — об Элеоноре (Алиеноре) Аквитанской,
- «Далеко ли до Вифлеема?» — история от Благовещения до Рождества Христова,
- «Забытая королева» — о жизни сестры Георга III, принцессы Каролины-Матильды,
- «Телец для Венеры» (1968),
- «Цветущая, как роза»,
- «Королевские радости» — об Екатерине Арагонской,
- «Mr. Edward»,
- «Лютнист» (англ. The Lute Player, 1951) — об Ричарде I Львиное Сердце и Беренгарии Наваррской, (В России эта книга была издана под названием «Разбитые сердца» и авторством Бертрис Смолл)
- «Гедс-Хол»,

- трилогия «Суффолк» и др.

Несколько её романов были экранизированы, в 1947 г. — фильм «Jassy» (с актрисой Маргарет Локвуд в главной роли), в 1950 г. — фильм «Guilt Is My Shadow» (по произведению «You’re Best Alone»), по роману «The Devil’s Own» снят фильм «The Witches» (1966).
Использовала псевдонимы — Джульет Эстли (Juliet Astley) и Пит Куртис (Peter Curtis).
Нора Лофтс умерла в 1983 году, войдя в английскую литературу собственным неповторимым стилем.

## Награды и премии
В 1979 году за свою историческую прозу Нора Лофтс была удостоена премии имени другой известнейшей исторической писательницы — Джорджетт Хейер.